# Paul Schall
Paul Schall (Estrasburg, 15 de juny del 1898 - Karlsruhe, 16 d'octubre del 1981) fou un polític autonomista alsacià.
Fou un dels principals dirigents de les organitzacions autonomistes a Alsace, mantingué forts lligams amb Breiz Atao i col·laborà a la revista Peuples et frontières. El 1925 fundà a Saverne el diari Die Zukunft (L'avenir) amb René Hauss i Eugène Ricklin, i que tenia un tiratge de 30.000 exemplars. Aconseguí l'acta de diputat pel Heimatbund, però fou arrestat el 1926 condemnat a un any de presó i cinc de deportació amb els dirigents nacionalistes Eugène Ricklin, Karl Roos i Joseph Rossé en el Procés de Colmar de 1928. El 1931 fou indultat pel president de França Gaston Doumergue i passà a dirigir l’Unabhängige Landespartei (Partit Regional Independent, ULP). El 15 de maig del 1937 participà en una trobada a Estrasburg amb altres nacionalistes alsacians (Robert Schuman (LVP), Camille Dahlet (ELFP), Thomas Seltz (EVP) i Michel Walter (EVP)) per a reclamar autogovern. El juliol del 1939 el seu partit es fusionà amb l’Arbeiter und Bauernpartei (Partit de Treballadors i Camperols, ABP) de Hans Peter Murer per formar l'Elsass-Lothringische Arbeiter und Bauernpartei (ELABP), prohibit el 31 d'agost del 1939.
Durant l'ocupació nazi a Alsàcia, d'antuvi les autoritats franceses l'internaren en un camp de concentració a Nancy, però els ocupadors l'alliberaren i el nomenaren Kreisleiter (governador) de Molsheim i després de Mülhausen, i cap del partit nazi, responsable de centenars de deportacions. Després de l'Alliberament va fugir.